# Lijst van rijksmonumenten in Bergeijk (plaats)
De plaats Bergeijk telt 19 inschrijvingen in het rijksmonumentenregister. Hieronder een overzicht.
| Object                                                  | Oorspronkelijke functie?  | Bouwjaar                                                              | Architect                                   | Locatie                     | Coördinaten?                  | Nr.?   | Afbeelding                      |
| ------------------------------------------------------- | ------------------------- | --------------------------------------------------------------------- | ------------------------------------------- | --------------------------- | ----------------------------- | ------ | ------------------------------- |
| R.K.Kerk van St.Petrus Banden (Hofkerk)                 | Kerk en kerkonderdeel     | begin 15e eeuw en later                                               |                                             | Hof 12                      | 51° 19' 17" NB, 5° 21' 31" OL | 9258   | Meer afbeeldingen               |
| Nederlands hervormde kerk                               | Kerk en kerkonderdeel     | 1812 (stichting) 1857 (herbouwd) 17e eeuw (kansel) 1669 (klokkenhuis) |                                             | Domineestraat 10            | 51° 19' 22" NB, 5° 21' 44" OL | 9259   | Meer afbeeldingen               |
| Standerdmolen Bergeijk                                  | Industrie- en poldermolen | 1758                                                                  |                                             | Ekkerstraat bij 8           | 51° 19' 8" NB, 5° 20' 57" OL  | 9260   | Meer afbeeldingen               |
| Terrein waarin een urnenveld                            | Archeologisch monument    | IJzertijd                                                             |                                             |                             | 51° 20' 6" NB, 5° 20' 59" OL  | 45205  | Upload foto                     |
| Terrein waarin 4 grafheuvels                            | Archeologisch monument    | Neolithicum en/of Bronstijd                                           |                                             |                             | 51° 19' 51" NB, 5° 20' 58" OL | 45206  | Upload foto                     |
| Merovingisch grafveld                                   | Archeologisch monument    | 6e-7e eeuw                                                            |                                             |                             | 51° 19' 45" NB, 5° 21' 34" OL | 45207  | Merovingisch grafveld           |
| Terrein waarin een urnenveld                            | Archeologisch monument    | late Bronstijd en/of IJzertijd                                        |                                             |                             | 51° 19' 23" NB, 5° 20' 46" OL | 45209  | Upload foto                     |
| Terrein waarin een urnenveld                            | Archeologisch monument    | waarschijnlijk Bronstijd                                              |                                             |                             | 51° 16' 54" NB, 5° 22' 20" OL | 45212  | Upload foto                     |
| Teutenhuis                                              | Woonhuis                  | 1722                                                                  |                                             | Domineestraat 8             | 51° 19' 21" NB, 5° 21' 44" OL | 515188 | Meer afbeeldingen               |
| Pastorie                                                | Kerkelijke dienstwoning   | 1893                                                                  | C. Franssen                                 | Loo 79                      | 51° 18' 32" NB, 5° 20' 20" OL | 517900 | Pastorie                        |
| St. Petruskerk (Loo)                                    | Kerk en kerkonderdeel     | 1862-1863                                                             | K. Weber (bouw), C. Franssen (restauratie)  | Loo 81                      | 51° 18' 32" NB, 5° 20' 18" OL | 517901 | Meer afbeeldingen               |
| Voormalige klooster en gasthuis                         | Klooster, kloosteronderdl | 1904                                                                  |                                             | Loo 83                      | 51° 18' 31" NB, 5° 20' 17" OL | 517902 | Voormalige klooster en gasthuis |
| Onze Lieve Vrouwe                                       | Kapel                     | 1934                                                                  | Jos. Bedaux                                 | Op driehoekig pleintje      | 51° 19' 21" NB, 5° 21' 58" OL | 517912 | Onze Lieve Vrouwe               |
| Marechaussekazerne                                      | Militair verblijfsgebouw  | 1870                                                                  |                                             | Kerkstraat 21               | 51° 19' 17" NB, 5° 21' 42" OL | 517913 | Meer afbeeldingen               |
| Raadhuis werd gebouwd in de stijl van de neorenaissance | Bestuursgebouw en onderdl | 1923                                                                  |                                             | Burgemeester Magneestraat 1 | 51° 19' 15" NB, 5° 21' 26" OL | 517914 | Meer afbeeldingen               |
| Hetty Farm                                              | Boerderij                 | 1955-1956                                                             |                                             | Loo 54                      | 51° 18' 39" NB, 5° 20' 31" OL | 517915 | Hetty Farm                      |
| Huis Visser                                             | Woonhuis                  | 1956                                                                  | Gerrit Rietveld, Aldo van Eyck (toevoeging) | Eikendreef 2                | 51° 19' 36" NB, 5° 21' 23" OL | 530922 | Meer afbeeldingen               |
| Park (rond Weverij De Ploeg)                            | Park                      |                                                                       | Mien Ruys                                   | Riethovensedijk bij 20      | 51° 19' 35" NB, 5° 21' 54" OL | 530967 | Upload foto                     |
| Weverij De Ploeg                                        | Industrie                 | 1956-1958                                                             | Gerrit Rietveld                             | Riethovensedijk 20          | 51° 19' 36" NB, 5° 21' 47" OL | 531184 | Meer afbeeldingen               |